# Carmelo Pellegrino Gallo
Carmelo Pellegrino Gallo (fl. XX secolo) è stato un ingegnere italiano il cui nome è ricordato per essere stato uno dei progettisti del Viadotto Italia.
Il ponte ha detenuto il primato in Europa per altezza fino al 2014 ed in Italia fino al 2017. Ha una lunghezza di 1166 m.l e si trova a cavallo tra i comuni di Laino Borgo e Laino Castello. Carmelo Pellegrino Gallo, assieme ai colleghi Fabrizio de Miranda e Carlo Cestelli Guidi, aveva firmato il progetto dell'opera, il quale ha vinto un concorso Anas nel 1964.